# Локвуд, Роско
Роско Конклинг Локвуд (англ. Roscoe Conkling Lockwood; 22 ноября 1875, Аппер-Питсгров, Нью-Джерси — 24 ноября 1960, Мурстаун-Ленола, Нью-Джерси) — американский гребец, чемпион летних Олимпийских игр 1900.
На Играх Локвуд участвовал только в соревнованиях восьмёрок. Его команда стала первой в полуфинале и финале, выиграв золотые медали.